# ويل ماكورماك
ويل ماكورماك (بالإنجليزية: Will McCormack) (و. 1974  م) هو كاتب سيناريو، وممثل مسرحي، وممثل تلفزي أمريكي.

## التعليم
تعلم في كلية ترينيتي (كونيتيكت)
.

## وصلات خارجية
- ويل ماكورماك على موقع IMDb (الإنجليزية)
- ويل ماكورماك على موقع ألو سيني (الفرنسية)
- ويل ماكورماك على موقع أول موفي (الإنجليزية)
- ويل ماكورماك على موقع قاعدة بيانات برودواي على الإنترنت (الإنجليزية)
- ويل ماكورماك على موقع قاعدة بيانات الأفلام السويدية (السويدية)
- ويل ماكورماك على موقع قاعدة بيانات الفيلم (الإنجليزية)
- ويل ماكورماك على موقع كينوبويسك (الروسية)